# Senden (Kampak)
Senden is een bestuurslaag in het regentschap Trenggalek van de provincie Oost-Java, Indonesië. Senden telt 3967 inwoners (volkstelling 2010).